# 4703 Kagoshima
A 4703 Kagoshima (ideiglenes jelöléssel 1988 BL) a Naprendszer kisbolygóövében található aszteroida. Mukai Masaru és Takeishi Masanori fedezte fel 1988. január 16-án.